# 她回來了
《她回來了》（韓語：그녀가 돌아왔다，又名：《跨越時空的戀人》）是韓國KBS電視台於2005年6月至8月期間，韓國時間逢星期一、二，晚上9時55分播放的月火迷你連續劇。以冷凍人作主題，由已故的金洙承，加上金孝珍、金男珍、徐智慧、朴鎮宇等演員演出。

## 劇情介紹
25年前，在大學讀醫科的鄭河祿是個孤兒。有一次，他幫教授做研究，因而認識教授的女兒金素蓮，兩人最終成了戀人。幾經辛苦，兩人說服了素蓮的爸爸，準備結婚。可是，就在結婚的前一個晚上，素蓮心臟病發死亡。素蓮的爸爸捨不得女兒就這樣死去，就用他研究中的冷凍技術把素蓮冷凍起來......
2005年，25年已經過去，河祿曾經結婚，與前妻有一個與他同住，正在當心臟科醫生的兒子——鄭民才，而他卻是一個一事無成的過氣導演；素蓮的爸爸眼見心臟移植手術已經可行，就求他當心臟專科醫院院長的老朋友幫素蓮進行心臟移植手術。結果是，手術成功了，但素蓮卻失去了記憶。河祿在探望兒子的時候，再次遇到素蓮的爸爸，眼見一個跟素蓮一模一樣的女子，素蓮的爸爸卻說她只是領養回來的女兒。不幸的是，素蓮的爸爸在準備與女兒出國生活時，遇上交通意外身亡。臨死前，素蓮的爸爸把女兒托給河祿，河祿只好帶她回家。
起初，民才不喜歡爸爸帶來的這個女人，認為她正在擾亂他的生活。雖然，他已經有一個同樣是當醫生的未婚妻──車珠夏，但是，他與那女子相處了一段日子後，卻發覺他已經愛上了這個女人；河祿亦在與素蓮相處的日子中，漸漸地，他開始發覺她正是25年來他念念不忘的女人......素蓮在河祿的幫助下，成為一個明星，此時，過去的回憶又一幕一幕地重現在素蓮的腦海，父親與兒子對她的愛，令這個三角關係變得更加複雜......

## 演員表
- 金孝珍 飾演 金素蓮
- 金男珍 飾演 鄭民才
- 金洙承 飾演 鄭河祿（中年）
- 徐智慧 飾演 車珠夏
- 朴鎮宇 飾演 鄭河祿（青年）

## 收視
此劇在播放時，可能因為題材不合韓國觀眾的口味，加上，同時段SBS的劇集《流行70》獲得高收視，收視一直維持單位數字，最高只有7.9%

## 外部連結
- 韓國KBS官方網站（页面存档备份，存于） 

## 作品的變遷
| KBS 2TV 月火劇                            | KBS 2TV 月火劇                             | KBS 2TV 月火劇 |
| ----------------------------------------- | ------------------------------------------ | -------------- |
|                                           | 她回來了 （2005年6月27日 - 2005年8月16日） |                |
| 愛情中毒 （2005年5月2日 - 2005年6月21日） | 結婚 （2005年8月23日 - 2005年10月25日）    |                |